# Надгробни споменик Вуксану Илићу у Грабу

Надгробни споменик Вуксану Илићу (†1859) у Грабу налази се на Илића гробљу у селу Граб, Општина Лучани.

## Опис
Споменик у облику стуба од жућкастог пешчара. На источној страни, у врху, уклесан је стилизовани крст на постољу, на јужној пушка, а на западној мањи крст и епитафа. Правоугаоно поље са текстом завршава се у форми апсиде.
Споменик је у целини добро очуван, осим површинског слоја сипког пешчара нагриженог лишајем. Доњи део натписа је оштећен.

### Епитаф
Текст исписан читким словима предвуковског писма гласи:
ОВДЕ ПОЧИВА РАБЪ БОЖİИ
ВУКСАНЪ ИЛİЋЪ ЖИТЕЛ С. ГРАБА
ПОЖИВİИ 28 Г.
ДАНАС РАНО ОДЕ НА ИСТИНУ
4 МАРТА у 1859. Г
СПОМЕНИК... (остатак текста нечитак)